# إيرل ليبرتي
إيرل ليبرتي (بالإنجليزية: Earl Liberty)‏ هو موسيقي أمريكي، ولد في 4 سبتمبر 1960.